# Doliops viridisignata
Doliops viridisignata là một loài bọ cánh cứng trong họ Cerambycidae.